# 吳珙 (景泰舉人)
吳珙（15世紀—16世紀），湖廣襄陽府均州人，明朝政治人物。

## 生平
吳珙是景泰七年（1556年）丙子科湖廣鄉試舉人，授教諭，得知父親去世後連夜趕回家鄉，在其墓側結廬居喪，母親患病時不分晝夜侍奉湯藥，居喪期間過度悲痛危及性命，弘治十年（1497年）任國子監學正，在任內去世。

## 引用
1. 1 2  光緒《續輯均州志·卷十一·人物志》：吳珙，景泰丙子舉人，官教諭，聞父訃兼程奔歸廬於墓側，母病侍奉湯藥無間晝夜，居喪哀毀幾至滅性，補國子監學正，卒於官。
2. ↑  道光《國子監志·卷四十八·官師志八》：學正……吳珙 均州人，弘治十年任